# 13329 Davidhardy
13329 Davidhardy è un asteroide della fascia principale. Scoperto nel 1998, presenta un'orbita caratterizzata da un semiasse maggiore pari a 2,9630298 UA e da un'eccentricità di 0,0814992, inclinata di 6,45141° rispetto all'eclittica.